# رناته گرونولد
رناته گرونولد (انگلیسی: Renate Groenewold؛ زادهٔ ۸ اکتبر ۱۹۷۶) اسکیت‌باز سرعت، و دوچرخه‌سوار اهل پادشاهی هلند است.